# Joonas Cavén
Pour les articles homonymes, voir Caven.
Joonas Llmari Cavén, né le 9 janvier 1993 à Nokia, est un joueur finlandais de basket-ball.